# Rzeźba apotropaiczna
Rzeźba apotropaiczna (gr. apotropaion – magiczny przedmiot chroniący przed złem) – wyobrażenie demonicznych zwierząt, karykaturalnych twarzy, splatanych ornamentów itp. Częste w sztuce starożytnej (w reliefach, spotykane też w greckim malarstwie wazowym). Później stosowane zwłaszcza w rzeźbie architektonicznej kościołów romańskich, przeważnie umieszczane na murach północnych i zachodnich.